# Héliodore (béryl)
Pour les articles homonymes, voir Héliodore.
Un héliodore est un minéral de la famille des cyclosilicates. Il constitue une variété de béryl de couleur jaune avec des nuances verdâtres ou miel. Sa formule chimique est : Be3Al2Si6O18.

## Étymologie
Du grec hêlios, soleil et dôrea, don.

## Gisements
- Pakistan
- Beaux spécimens dans les pegmatites de Moursinsk près de Iekaterinbourg (Oural).
- Jytomyr en Ukraine.
- Fazenda do Funil au Brésil.
- En France, on en trouve à La Bachelerie-en-Compreignac et près de Pont-de-Barost dans la Haute-Vienne.